# Pied-de-Borne
Pied-de-Borne è un comune francese di 222 abitanti situato nel dipartimento della Lozère nella regione dell'Occitania.

## Società

### Evoluzione demografica
Abitanti censiti